# Signal Hill (Nouvelle-Zélande)

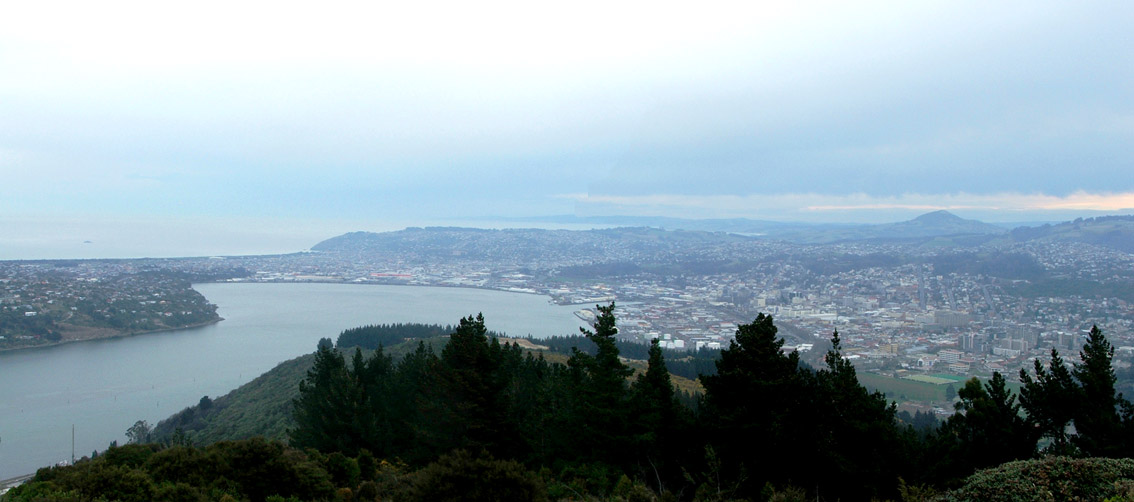
La vue vers le sud à travers le centre de Dunedin et l’entrée du mouillage d’Otago Harbour, à partir du monument du centenaire de la Nouvelle-Zélande érigé sur Signal Hill

Signal Hill (Maori: Te Pahuri o te Rangipohika) est une partie importante de la ville de Dunedin, dans l’Île du Sud de la Nouvelle-Zélande.

## Situation
La banlieue est localisée tout près et au nord de l’entrée du mouillage d'Otago Harbour et atteint une altitude de 393 m (soit1 289 ft).
Les banlieues de Ravensbourne, St. Leonards, et Opoho Le cours d'eau nommé :Lindsay Creek (en) est un affluent de la rivière Water of Leith.
Le promontoire le plus sud de Signal Hill, nommé Logan Point, a été l’objet d’une extraction en carrière pour du gravier pour faire les fondements de la route State Highway 88/S H 88 (en), qui passe au pied de la colline près de l’angle du mouillage d’Otago Harbour.

## Géographie
Un sommet secondaire de la colline (haut de 329 m) est occupé par un monument pour le Centenaire de la Nouvelle-Zélande, célébré en 1940 et formé d’une grande structure comprenant 2 larges figures en bronze, représentant l’ "Histoire" et le "Le fil de la vie" (the Thread of Life) conçues par F. W. Sturrock et F. W. Staub.
Bien que prévu pour le centenaire de la signature du traité de Waitangi, le monument fut érigé seulement en 1950, tenant compte des restrictions du fait de la Deuxième Guerre mondiale.
Une grosse pierre provenant d’Édimbourg en Écosse est ainsi incorporée dans le monument, symbolisant les liens entre Dunedin et sa ville jumelle.
Le monument est entouré d’une réserve naturelle de 180 hectares.
Ce parc fut inauguré comme un parc initialement beaucoup plus petit en 1926, et a été graduellement étendu pour atteindre sa taille actuelle.
La réserve, située à seulement 5 kilomètres du centre de Dunedin est un site populaire tant pour les résidents locaux que pour les touristes, offrant un excellent panorama sur toute la cité.
En octobre 2006, une série de feux de forêt causèrent des dommages étendus aux peuplements d’arbres qui couvrent les pentes ouest de la colline.